# Maxime Livio
Maxime Livio (né le 27 juillet 1987 à Dijon) est un cavalier français de concours complet d'équitation.

## Biographie
Maxime commence à monter dans un poney-club à l'âge de 3 ans. Dès l’âge de 6 ans, il sort en compétition de saut d’obstacles puis de concours complet. Même s'il continue à monter en compétition de saut d'obstacles à haut niveau, il se dirige vers le concours complet. C'est Didier Mayoux (1950- ) son premier entraîneur qui lui apporte les premières bases et la rigueur de travail jusqu'à lui permettre de se qualifier pour le championnat de France cadets. À la suite du départ de Didier Mayoux dans le centre de la France, il rejoint le club de « L'Étrier de Bourgogne » à Dijon et à 10 ans, il acquiert son premier titre de champion de France en cadet avec son premier cheval « Eclair de Mons ».
Son talent est remarqué par les entraineurs nationaux et en 2004, il intègre les équipes de France Juniors, puis Jeunes cavaliers. Il connaît alors ses premières victoires internationales, et ses premiers titres. En 2005, il intègre l'Ecole nationale d'équitation (ENE) pour un triple parcours : le diplôme d'instructeur qu'il obtient en 2008, le master de management des établissements sportifs qu'il obtient la même année et le pôle France d'équitation. Durant ces trois années à l'ENE, il crée à côté de l'ENE, une petite activité d'écurie de propriétaires où il accueille ses premiers propriétaires.
En 2009, alors qu'il est présélectionné pour ses premiers championnats d'Europe séniors à Fontainebleau l'année suivante, il est gravement blessé lors d'une chute avec « Nuage Bleu » sur l'étape du Grand national de Jardy qui le privera de cette première sélection en équipe de France. Après une opération en urgence et plusieurs mois de rééducation, il revient très vite à haut niveau avec quatre résultats emblématiques et plusieurs victoires internationales.

## A la tête de l'Ecurie Livio
- le sport-études et le Master Class qui évoluent en Saumur Equestrian Academy, sous la direction de Steve Partington ;
- le commerce de chevaux de sport avec la création d’un fonds d’investissement (French Eventing Horses), sous la direction de Philippe Asclipe ;

- la poursuite du développement du projet sportif des trois cavaliers de l’écurie (Maxime Livio, Mathilde Montginoux, Mathilde Cruse)[3],[4].

## Entraîneur de l'équipe de concours complet de Thaïlande
En 2013, le colonel Sam Arinuth Deva, responsable des équipes thaïlandaises d’équitation demande à Maxime Livio de devenir entraîneur et sélectionneur de l’équipe de concours complet thaïlandaise. Quatre premiers cavaliers et leur entourage rejoignent « l’Ecurie Livio » à Saumur pour une première année de travail afin de préparer les jeux asiatiques en 2014 où grâce au travail effectué, l’équipe obtient une médaille de bronze.
Depuis, une collaboration très forte s’est construite entre la Fédération d’équitation thaïlandaise et « l’Ecurie Livio », jusqu’à la qualification pour les jeux olympiques de Tokyo 2020 acquise à Pratoni del Vivaro (Rome, Italie) en novembre 2019.
En 2021, Maxime Livio vit sa première expérience olympique, aux Jeux olympiques de Tokyo, en qualité de sélectionneur et entraineur de l’équipe de Thaïlande.

## Dopage
Le cavalier, qui en 2018 pointe la 9e place du classement mondial de sa discipline, a été épinglé plusieurs fois dans des affaires de dopage concernant ses chevaux. En 2015, il est suspendu une première fois pendant six mois pour un contrôle positif de son cheval Qalao des Mers lors des jeux équestres mondiaux de 2014, il clame cependant que la présence d'acépromazine, une substance interdite en compétition, ne peut être lié qu'à un acte de malveillance.
Les conséquences immédiates sont l'annulation de ses résultats (aussi bien la 5e place en individuel que l'ensemble de l'équipe alors 4e au classement) et la disqualification de l'équipe de France pour les jeux olympiques de Rio en 2016 qui doit reprendre le chemin des épreuves qualificatives pour y participer.
Toujours fin 2014, en Thaïlande, le cheval qu'il monte dans une compétition locale Bingo S est contrôlé positif à la testostérone, il est alors condamné à une suspension de 2 mois. La sanction est finalement annulée après l'analyse d'un 2e échantillon.

## Palmarès
- 2003 : Champion de France cadet
- 2004 : Vice-Champion d’Europe Junior par équipes à Pratoni del Vivaro (Italie)
- 2005 : Vice-Champion d’Europe Junior par équipes à Saumur (France)
- 2006 : Vice-Champion de France Jeune Cavalier
- 2007 : Vice-Champion de Monde universitaire
- 2009 :
  - Médaille de Bronze au Grand National
  - 8ème de la finale de la Coupe du Monde à Gatcombe Park
- 2010 : Médaille de Bronze au Championnat du Monde des moins de 25 ans
- 2011 : Vice-Champion de France senior avec Jaïpur II
- 2013 : 
  - 2ème du CCI5*L de Pau avec Cathar de Gamel
  - Vainqueur du circuit Grand National
- 2014 : 
  - Vainqueur du CCI4*L de Saumur avec Qalao des Mers[10]
  - 2ème du CCI4*S de Jardy avec Pica d'Or
  - 7ème - Coupe des Nations du CICO4* d'Aix la Chapelle avec Qalao des Mers
  - Vainqueur du circuit Grand National
- 2015 : 2ème du CCI4*S du Pouget avec Opium de Verrières

- 2016 :
  - Vice-Champion de France Pro Elite avec Qalao des Mers
  - Vainqueur du CCI5*L de Pau avec Qalao des Mers
  - 2ème du CCI5*L de Luhmuhlen avec Qalao des Mers
  - 2ème du CCI4*S de Marbach avec Qalao des Mers
  - 4ème du CCI4*L de Saumur avec Opium de Verrières
- 2017 : 
  - Champion de France Pro Élite de concours complet sur Pica d’Or[11].
  - Champion de France Pro elite avec Pica d'Or
  - 2ème du CCI5*L de Lexington avec Qalao des Mers
  - 5ème du CCI5*L de Luhmuhlen avec Opium de Verrières
  - Vainqueur du CCIO4*S de Waregem avec Pica d'Or
  - 4ème du CCI4*L de Saumur avec Tina de le Fieffe
  - Vainqueur du CCI4*S du Pouget avec Opium de Verrières
  - Vainqueur du CCI4*S de Montelibretti avec Vick du Gisors
- 2018 :
  - médaille de bronze par équipes aux Jeux équestres mondiaux à Tryon avec Opium de Verrières
  - 7ème au Championnat du monde à Tryon(USA) avec Opium de Verrières
  - Vainqueur du CCIO4*S du Haras du Pin avec Pica d'or
  - 3ème du CCIO4*S de Vairano avec Pica d'Or
  - 4ème du CCIO4*S de Strzegom avec Opium de Verrières
  - 2ème du Grand National
- 2019 : 
  - 2ème du CCI4*S de Sopot avec Vegas des Boursons
  - 3ème du CCI4*L de Strzegom avec Vegas des Boursons
  - 6ème du CCI4*L  de Pratoni del Vivaro avec Api du Libaire
- 2020 :
  - Victoire dans le CCI4*L de Lignières avec Api du Libaire
  - 8ème au mythique CCI5*L de Pau avec Vitorio du Montet
- 2021 :
  - 8ème du CCI5* de Luhmuhlen avec Végas des Boursons
  - Vainqueur du CCI4*S d’Avenches avec Api du Libaire
  - 5ème du CCI5* de Pau avec Vitorio du Montet[12]
  - 2ème du CCI4*L de Pratoni Del Vivaro avec Carouzo Bois Marotin
  - 6ème des Championnats d’Europe de Concours Complet à Avenches avec Api du Libaire[13]